# 硫噴妥鈉
硫噴妥鈉（INN：thiopental sodium，BAN：thiopentone）又稱戊硫代巴比妥鈉，最早商品名 Pentothal Sodium，属于一种超短效巴比妥酸盐類藥物，是一種高度亲脂性快速起效的短效静脉全身麻醉劑。
硫噴妥鈉在世界衛生組織的“世界衛生組織基本藥物標準清單”中為一個核心藥物 ，列為基本衛生保健系統的最低醫療需求清單中。其中 Pentothal Sodium是1930年代美國雅培的商標。硫噴妥鈉的醫學用途是用於麻醉、精神科恐慌症治療等，在刑事偵查上，曾用作吐真藥。
由於使用過量會造成死亡，所以可藉此靜脈注射執行死刑或安樂死。硫噴妥鈉曾經列入美國前三大最致命的注射服用藥物，但自美國製造商赫士睿公司（Hospira）停止製造藥物和歐盟禁止該藥的出口，硫噴妥鈉的濫用已經被受到控管。

## 用途

### 麻醉
硫噴妥鈉是一種短效的巴比妥類藥物，普遍使用在全身麻醉的誘導期。它的使用已經在很大的程度上被異丙酚取代。在靜脈注射後，硫噴妥鈉通過血腦屏障，迅速到達腦部作用於中樞神經系統，並在30-45秒內導致昏迷。在一分鐘後，硫噴妥鈉達到了約60％的總劑量在大腦中的濃度高峰。在5－20分鐘內，大腦內的藥物劑量將會下降到總劑量的15%，並在約5-10分鐘後大腦中硫噴妥鈉的濃度逐漸降低，因為藥物擴散到了全身，使注射者意識返回。
硫噴妥鈉對中樞神經的抑制作用主要是通過易化或增強腦內抑制性神經遞質γ-氨基丁酸在突觸的作用，使突觸后電位抑制延長，同時阻斷興奮性神經遞質穀氨酸鹽在突觸的作用，從而降低大腦皮質的興奮性，抑制網狀結構的上行性激活系統，降低神經生理和腦功能的活動，產生全身麻醉作用。但硫噴妥鈉鎮痛作用很弱，作為肌肉鬆弛劑亦差。對呼吸中樞的直接抑制作用較明顯，抑制程度與用量及注射速度密切相關。該藥不刺激呼吸道，但由於提高副交感神經的緊張度，故容易引起咳嗽、喉及支氣管痙攣。對心肌和血管運動中樞皆有抑制作用，并能降低周邊血管阻力，有明顯降低顱內壓和眼內壓的作用。該藥能提高心肌對腎上腺素的敏感性，從而產生心律失常。
一劑量的硫噴妥鈉（通常4-6毫克/公斤）用於手術分娩（剖宫產）時可迅速使孕婦昏迷，但在子宮中的嬰兒仍然是有意識的。然而，更大的劑量或是重覆的注射可通過胎盤進入胎兒血液循環，抑制新生兒的呼吸。長時間大劑量應用對肝腎功能有抑制作用。硫噴妥鈉可抑制賁門括約肌，引起反流和誤吸，并能影響胃腸道肌張力和胃液分泌。
硫噴妥鈉不適用在手術過程中維持麻醉，因為在輸液時，因為化學反應的速率方程影響，導致麻醉維持時間不長。硫噴妥鈉通常和吸入性麻醉藥共同作用。吸入麻醉藥相對快速的消除，停止吸入麻醉藥患者將迅速恢復意識。硫噴妥鈉可以維持麻醉的穩定性，而且由於其半衰期為11.5-26小時，到那時大腦內的藥物劑量保持在總劑量的5%－10%，當用了「特大劑量」的藥物時，就像在國家批准的致命性注射中的那樣，當藥物擴散到全身之後，腦內的藥物濃度仍比正常麻醉時最高的濃度要高，意識需要長時間才能回復。這就是為什麼一種發作極快的巴比妥酸鹽，如硫噴妥鈉，可以用於長時間的醫學性昏迷。在獸醫學中，硫噴妥鈉用於麻醉動物。由於硫噴妥鈉具有高度親脂性，某些缺乏脂肪或是體重的狗品種如格雷伊獵犬會延長麻醉的恢復期。相反地，肥胖的動物將會快速甦醒。硫噴妥鈉為靜脈注射的藥物，因為它具相當刺激性，如果它被注入到不正確的周圍靜脈組織，嚴重可能導致組織壞死脫落。

### 醫療用途昏迷
除了麻醉，硫噴妥鈉在歷史上也用於醫療昏迷。惟現已被其他藥物取代如丙泊酚(Propofol)，因為它們恢復速度比硫噴妥鈉快。然而，長時間使用丙泊酚會有導致異丙酚輸注症候群（Propofol infusion syndrome）的風險。
此藥物受益於因腦腫脹(Cerebral edema)、二度創傷或是手術而引起顱內壓升高的患者。硫噴妥鈉和巴比妥類藥物可以降低神經元活動，而降低因滲透活性產生的代謝物，進而降低顱內壓。據報導，硫噴妥鈉已被證明對降低顱內壓有良好的效果，硫噴妥鈉對戊巴比妥的現象也被稱為反向竊取。

### 持續性癲癇
對於持續性癲癇的治療，硫噴妥鈉可以用作三線治療。因所需劑量可能導致猝發-壓抑，因此硫噴妥鈉它只能被施用在重症監護病房，且劑量不能超過腦電圖警示圖案。

### 安樂死
硫噴妥鈉被用於靜脈注射安樂死。在比利時和荷蘭，主動安樂死是法律允許的，標準由硫噴妥鈉為理想藥劑誘發昏迷，其次是肌肉鬆弛劑泮庫溴銨（Pancuronium bromide，又稱「巴夫龍」）。
靜脈注射給藥是完成安樂死中最可靠和快速的方式。首先將20mg/kg硫噴妥鈉加在10毫升的生理食鹽水中，再加入三劑量的非去極化型肌肉鬆弛劑，例如20mg泮庫溴銨或20mg維庫溴銨（Vecuronium bromide）以確保最佳的可用劑量，但泮庫溴銨可以40毫克為單位增加水平給藥劑量。

### 注射死刑
這是美國最常見的死刑方式之一，2005年的每一次死刑都是用注射方式執行的。 
通常來說，三種藥品被用於注射死刑：硫噴妥鈉使意識喪失，巴夫龍導致肌肉麻痹和呼吸衰竭，氯化鉀使心跳停止。
靜脈注射的藥物通常是按既定順序注入的，首先導致意識的喪失，然後是因與呼吸有關的肌肉麻痺和或心臟麻痺而導致死亡。在美國大部分州內，死刑的執行是通過以下三種藥劑分別的注射（按順序）完成：
1.硫噴妥鈉：瞬發性的巴比妥酸鹽，一種能在幾秒內讓被處刑者失去知覺的藥物。（致命注射用量：2－5克）
2.巴夫龍：非去極化型肌肉鬆弛劑，導致完全、迅速而持久的骨骼肌麻痺，包括橫膈膜和其他的呼吸肌；這將最終因窒息而導致死亡。巴夫龍是一種非去極化的肌肉鬆弛劑，在神經肌肉末端的交叉點阻止乙醯膽鹼的傳送，這會導致肌肉纖維的收縮。（致命注射劑量通常是0.2毫克/千克體重）
3.氯化鉀溶液：使心跳停止，因心臟麻痺而導致死亡。（致命注射用量：100 mEq）
這些藥劑並不被混合。而且，按顺序注射才能保证預期效果：巴比妥酸鹽是為了將可能造成的痛苦降到最低；肌肉鬆弛劑則導致完全的麻痺，但並不會引起意識的喪失；高濃度的氯化鉀溶液進入血管之後則可能導致劇烈的疼痛。鉀是一種電解質，當用於國家批准的致命性注射時，大劑量的鉀影響了心肌的電傳導。血鉀過多讓心肌細胞的電勢低於正常水平（帶正電）。如果沒有負電勢，心臟細胞則不能得到刺激並引發收縮。將肌肉細胞去極化，通過減少可用的鈉通道，抑制了它活動的能力。心電圖的改變包括更快的復極化（達到頂峰的T波），PR間隔延長，QRS變寬，可能形成正弦波以及最終的心律停止。

### 吐真藥
硫噴妥鈉曾被當作一種吐真藥（truth serum）或吐實藥，使施用者的自我意識降低，使他們放鬆。那些支持將這種藥物作為「吐真藥」的人認為，硫噴妥鈉通過上述方式使一個人得到放鬆，在這種情況下，他們會發現說謊比說實話更難。巴比妥類藥物可降低大腦皮質功能，消除它的抑制作用，使人不由自主地開口說話。有精神科醫生推測，是因為說謊比說實話更複雜，抑制大腦皮質功能可能導致真相的揭露。藥物往往使被審訊者對審訊者更加的配合和自主地開口說話。然而，對於使用藥物所取得供詞的真實性跟可信度是有待懷疑的。澳洲新南威爾士的刑事犯罪學家和審問專家邁克爾·恩德斯說：「說謊非常困難，相當費神。任何東西只要可以削弱一個人執行這種腦力勞動的能力，就有可能會被認為是一種『吐實藥』。例如酒精，在一些情況下，它確實能起到上述效果。喝酒的人會發現說謊比說實話更難。因此他們會說真話。很多藥物都產生類似效果。」

### 精神病治療
精神科醫生使用硫噴妥鈉治療恐懼症，幫助患者回憶痛苦的創傷記憶。荷蘭心理醫生Stephen Snelders利用硫噴妥鈉，幫助緩解在猶太人大屠殺中倖存受害者Jan Bastiaans的創傷。

## 作用機制
硫噴妥鈉是巴比妥類藥物，經由靜脈注射能在幾秒鐘内促使中樞神經的活動立即處於程度不等的抑制狀態，迷睡或全麻；用量小對疼痛的耐受則反而減遜。其作用機制至今尚未完全清楚，但可認爲主要是對神經細胞膜或神經遞質的影響。GABA（γ-aminobutyricacid）是抑制性神經遞質，它可激動突觸後GABA受體，而硫噴妥鈉可能與GABA受體結合，降低GABA從受體解離率，從而促使氯離子通過離子通道，包括神經元nAChR的通道，5HT3R通道，GlyR通道。引起突觸後神經原超級結合，降低GABA從受體離解率，從而促使氯離子通過離子通道增加，引起突觸後神經原超極化而發揮抑制作用。例如，神經元nAChR的通道是由硫噴妥鈉和戊巴比妥阻擋。

## 爭議
美國唯一一間生產注射死刑所用藥物的公司Hospira宣佈停止生產麻醉劑硫噴妥鈉，導致美國多個州缺貨。Hospira公司表示當初的生產原意是為了提高或拯救生命，該公司銷售它僅僅用作上的產品標籤，表明該藥物沒有表示可以用於死刑，且Hospira公司不支持其在注射死刑中使用硫噴妥鈉。美國有35個州存在死刑，被迫四處求購這種藥物或者尋求替代品。Hospira在一份聲明中說，「他們是為醫院生產硫噴妥鈉，但他們無力阻止藥物被用於死刑。」硫噴妥鈉是一種麻醉藥劑，通常與另外兩種藥物合用，阻止呼吸和心跳。在美國35個實行死刑的州中，有34個使用這種藥物注射。藥物短缺已經迫使加利福尼亞州和俄克拉荷馬州推遲執行注射死刑，其他州也在爭相尋找替代品。在2011年1月21日，Hospira公司宣布將停止其在意大利的工廠生產硫噴妥鈉，這是讓美國沒有硫噴妥鈉供應的唯一可行的地方。

## 代謝
硫噴妥鈉是一種親脂性分子，能夠快速且容易地穿過血腦屏障。注射用硫喷妥鈉有較高的脂溶性。靜脈注射後1分鐘內55%的藥物進入心、腦、肝、腎等血管豐富的組織，血漿濃度急速下降，隨後約80%逐漸轉移到肌肉組織，注藥30分鐘後達高峰，腦等組織的濃度下降至麻醉水平以下而甦醒。此時脂肪組織藥物逐漸增多，肌肉中藥物濃度逐漸下降，約經2．5小時蓄於脂肪組織的藥物濃度達高峰，之後藥物再由脂肪組織中慢慢釋放，使病人又出現延遲性睡眠。注射用硫噴妥鈉幾乎全部在肝內經微粒體酶代謝為氧化物，經腎和腸道約需6-7天排完。僅0．3%以原形隨尿排出，血漿蛋白結合率為72%-86%。硫噴妥鈉主要代謝為戊巴比妥，5-乙基-5-（1'-甲基-3'-羥基丁基）-2-硫代巴比妥酸，以及5-乙基-5-（1'-甲基-3'-羧丙基）-2-硫代巴比妥酸。

## 劑量
硫噴妥鈉用於靜脈麻醉的劑量通常範圍為3至7毫克/公斤，一般多用5%或2.5%溶液。使用時緩慢注入，經30秒左右即進入麻醉，神智完全消失，但肌肉鬆弛不完全，也不能隨意調節麻醉深度，故多用於小手術。如病人有呼吸快、發聲、移動等現象，即為甦醒的表現，可再注射少量以持續麻醉。劑量：1次1g（即5%溶液20ml)。然而，有許多因素會影響這一點。像是特殊疾病、患者身體狀態等。術前鎮靜藥，如苯二氮類（benzodiazepine）或可樂定（Clonidine）會降低需要劑量，其中患者因素有：年齡、性別和體重脂肪，這些都有可能改變硫噴妥鈉的使用劑量。以下狀態的患者不適合使用硫噴妥鈉：低血容量、燒傷、氮質血症、肝功能衰竭及低蛋白血症等。

## 副作用
與幾乎所有的麻醉藥品相似，硫噴妥鈉容易導致低血壓、呼吸終止和呼吸道阻塞的心血管和呼吸抑制。由於這些原因，只有經過專業培訓的醫務人員能給予硫噴妥鈉。副作用包括頭痛、煩躁、長時間嗜睡、噁心。可引起咳嗽、喉與支氣管痙攣。少數病例會出現異常反應，如神智持久不清、興奮亂動、幻覺、皮膚及面部紅暈、口唇或眼瞼腫脹、瘙癢或皮疹、腹痛、全身發抖或局部肌肉震顫、呼吸不規則或困難、甚至出現心律失常。雖然硫噴妥鈉的單個分子中含有一個硫原子，但它不是一個磺酰胺，並且沒有顯示出的磺胺/磺胺類藥物過敏反應。

## 禁忌
硫噴妥鈉應謹慎用於肝臟疾病，如愛迪生氏病，粘液性水腫，嚴重的心臟疾病，嚴重低血壓，嚴重的呼吸障礙，或紫質症。 

## 歷史
硫噴妥鈉在1930年代初由Ernest H. Volwiler和Donalee L. Tabern發現。在1934年3月8日硫噴妥鈉第一次使用在人體上，Ralph M.沃特斯博士利用硫噴妥鈉快速麻醉跟低止痛的特性進行手術。三個月後，Dr. John S. Lundy在梅奧診所提出對硫噴妥鈉做臨床試驗雅培的要求。硫噴妥鈉被指稱是導致第二次世界大戰珍珠港襲擊事件，傷患因麻醉至死的元凶。具指稱是因為給創傷病患的劑量過大而致死。然而，英國雜誌利用最近的證據進行了審查，證實了這個故事是被嚴重誇大的。受傷的344人住進了三倍頻陸軍醫院，只有13沒有生存，這不可能是由硫噴妥鈉過量而造成的。
硫噴妥鈉仍然很少作為一個娛樂性藥物(此類藥物會影響人類中樞神經系統，造成人類意識、情緒狀態改變。這類藥物通常被用來產生欣快感（euphoria）、阻止不快樂記憶、增加愉悅感，以改善生活情況。)，硫噴妥鈉通常是從獸醫或藥物的其他合法用戶中盜取;然而，更常見的鎮靜藥，如苯二氮被更廣泛的當作娛樂性藥物；硫噴妥鈉很少被濫用。

## 外部連結
- PubChem Substance Summary: Thiopental （页面存档备份，存于）
- Vassallo, Susi, M.D. "THIOPENTAL IN LETHAL INJECTION" ( （页面存档备份，存于）). Fordham Urban Law Journal. June 18, 2008. p. 957-.